# Arthur Spoden
Arthur Spoden (Eupen, 25 januari 1955) was een Belgisch volksvertegenwoordiger van de Duitstalige Gemeenschap.

## Levensloop
Spoden werd beroepshalve bediende en werd hoofd van de administratie bij de Belgischer Rundfunk, de omroep waarvan hij van 2010 tot 2012 de directeur van was.
Hij werd lid van de CSP en was voor deze partij van 2000 tot 2006 provincieraadslid van de provincie Luik en hierdoor automatisch ook raadgevend lid van het Parlement van de Duitstalige Gemeenschap. Toen de CSP hem bij de provincieraadsverkiezingen van 2006 geen verkiesbare plaats meer wou geven, verliet hij de partij en trad toe tot de Sozialistische Partei. Voor deze partij was hij van 2008 tot 2012 gemeenteraadslid van Eupen.